# Domenico Cazzato
Domenico Cazzato (Castellaneta, 6 novembre 1922 – 25 aprile 1994) è stato un politico italiano.